# Graduation Day
Graduation Day – amerykański horror filmowy z 1981 roku, w Polsce znany także pt. Koniec szkoły. Wpisuje się w popularny na przestrzeni lat osiemdziesiątych podgatunek slasher.
Film opowiada o tajemniczym mordercy, zabijającym młodzież licealną na kilka dni przed balem absolwentów.

## Obsada
- Christopher George – trener George Michaels
- Patch Mackenzie – Anne Ramstead
- E.J. Peaker – Blondie
- E. Danny Murphy – Kevin Badger
- Michael Pataki – dyrektor Guglione
- Richard Balin – pan Roberts
- Carmen Argenziano – inspektor Halliday
- Virgil Frye – oficer MacGregor